# Бомпа (Арјеж)
Бомпа (фр. Bompas) насеље је и општина у јужној Француској у региону Миди Пирене, у департману Арјеж која припада префектури Фоа.
По подацима из 2011. године у општини је живело 205 становника, а густина насељености је износила 74,55 становника/km². Општина се простире на површини од 2,75 km². Налази се на средњој надморској висини од 375 метара (максималној 884 m, а минималној 466 m).

## Демографија
| 1962. | 1968. | 1975. | 1982. | 1990. | 1999. | 2011. |
| ----- | ----- | ----- | ----- | ----- | ----- | ----- |
| 126   | 159   | 155   | 145   | 214   | 198   | 205   |

График промене броја становника у току последњих година